# Sendlinger Tor (metrostation)
Sendlinger Tor is een metrostation op de grens van de wijken Altstadt, Isarvorstadt en Ludwigsvorstadt van de Duitse stad München. Het station werd geopend op 19 oktober 1971 en wordt bediend door de lijnen U1, U2, U3, U6, U7 en U8 van de metro van München.
Het station is vernoemd naar de gelijknamige  Sendlinger Tor, een toren.